# Joseph Meyer

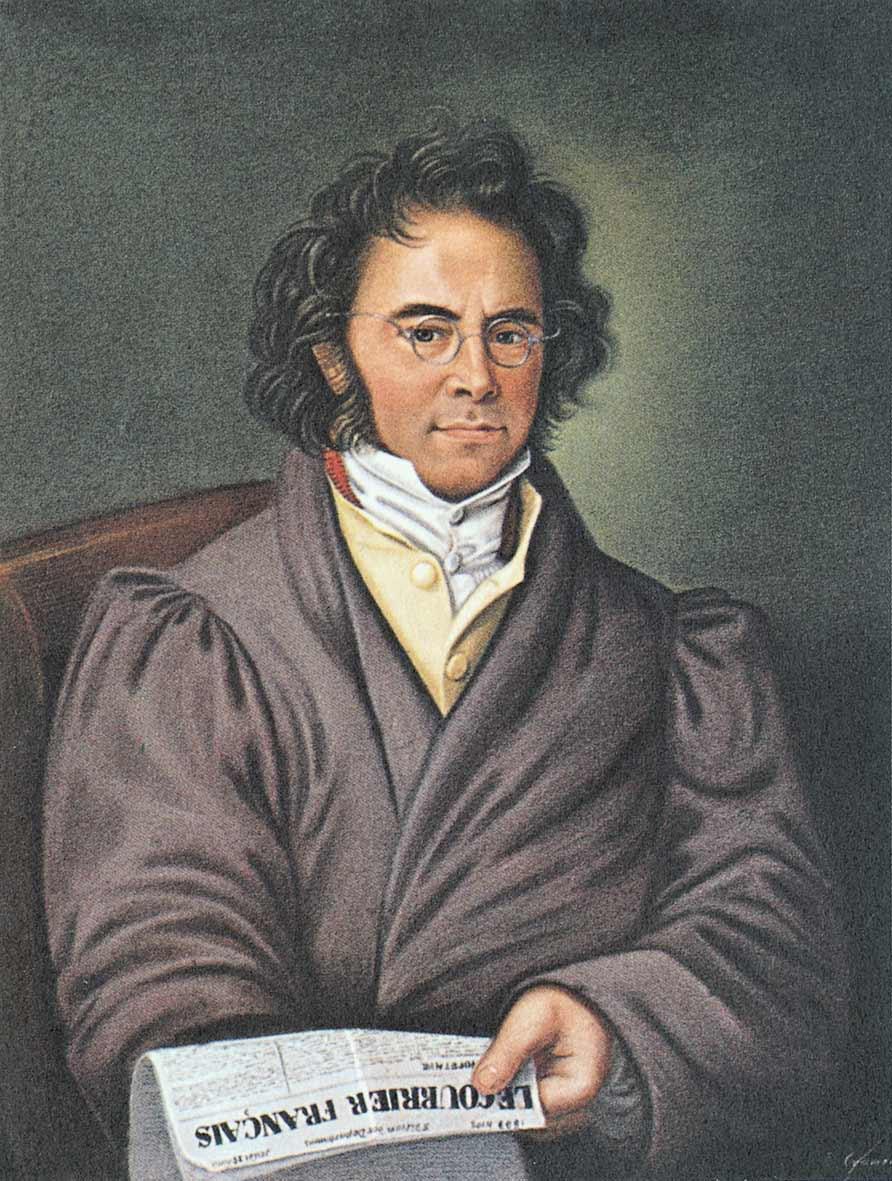
Joseph Meyer (Gemälde, ca. 1840)

Carl Joseph Meyer (geboren am 9. Mai 1796 in Gotha; gestorben am 27. Juni 1856 in Hildburghausen) war ein deutscher Kaufmann, Industrieller, Publizist und Verleger. Er gründete das Bibliographische Institut.

## Leben

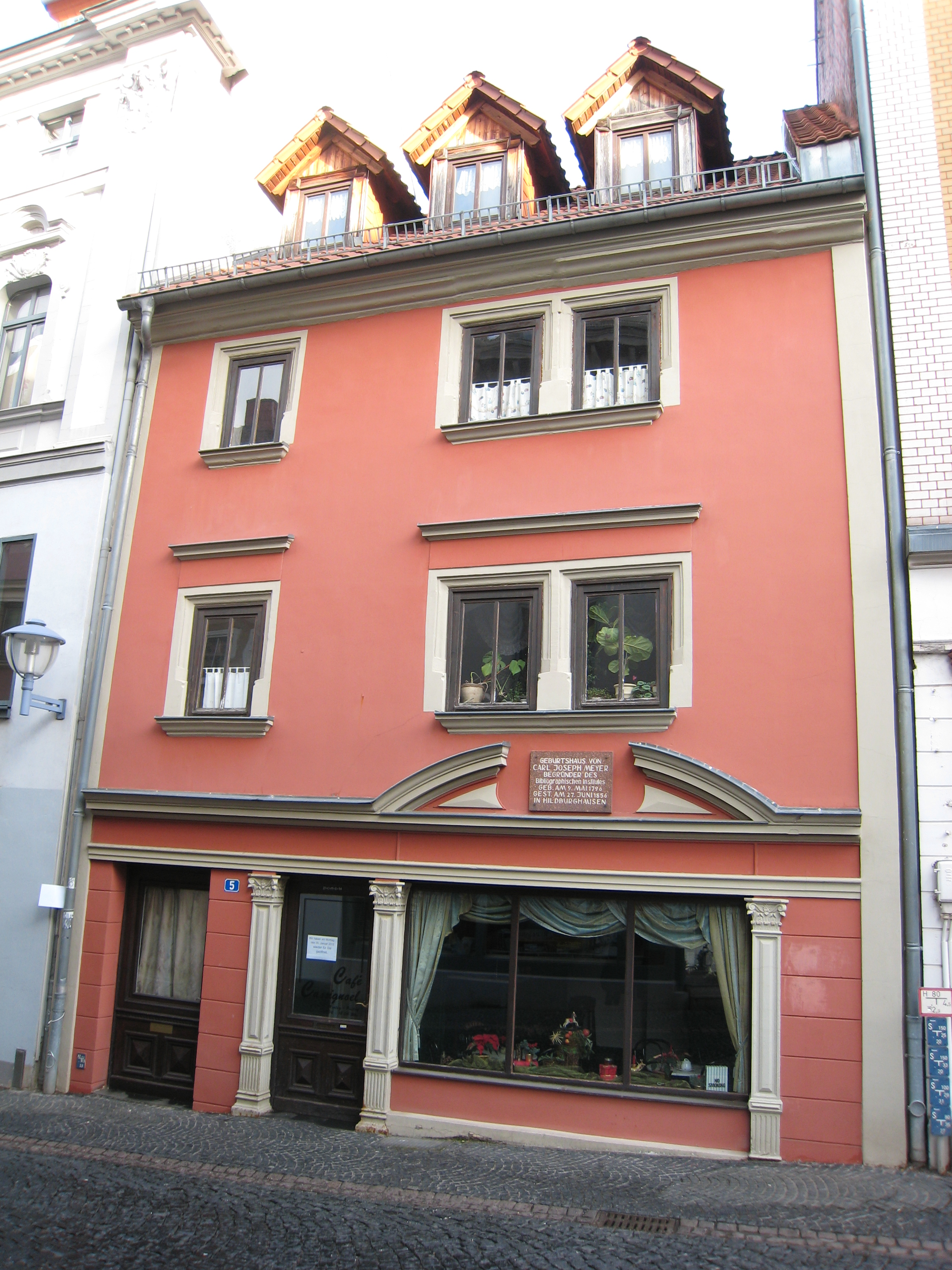
Geburtshaus von Joseph Meyer (Querstraße 5 in Gotha)

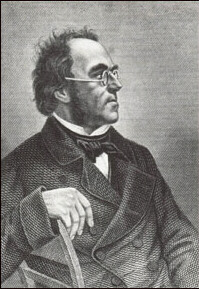
Joseph Meyer (nach einem Foto gestochen von G. Wolf, ca. 1840)

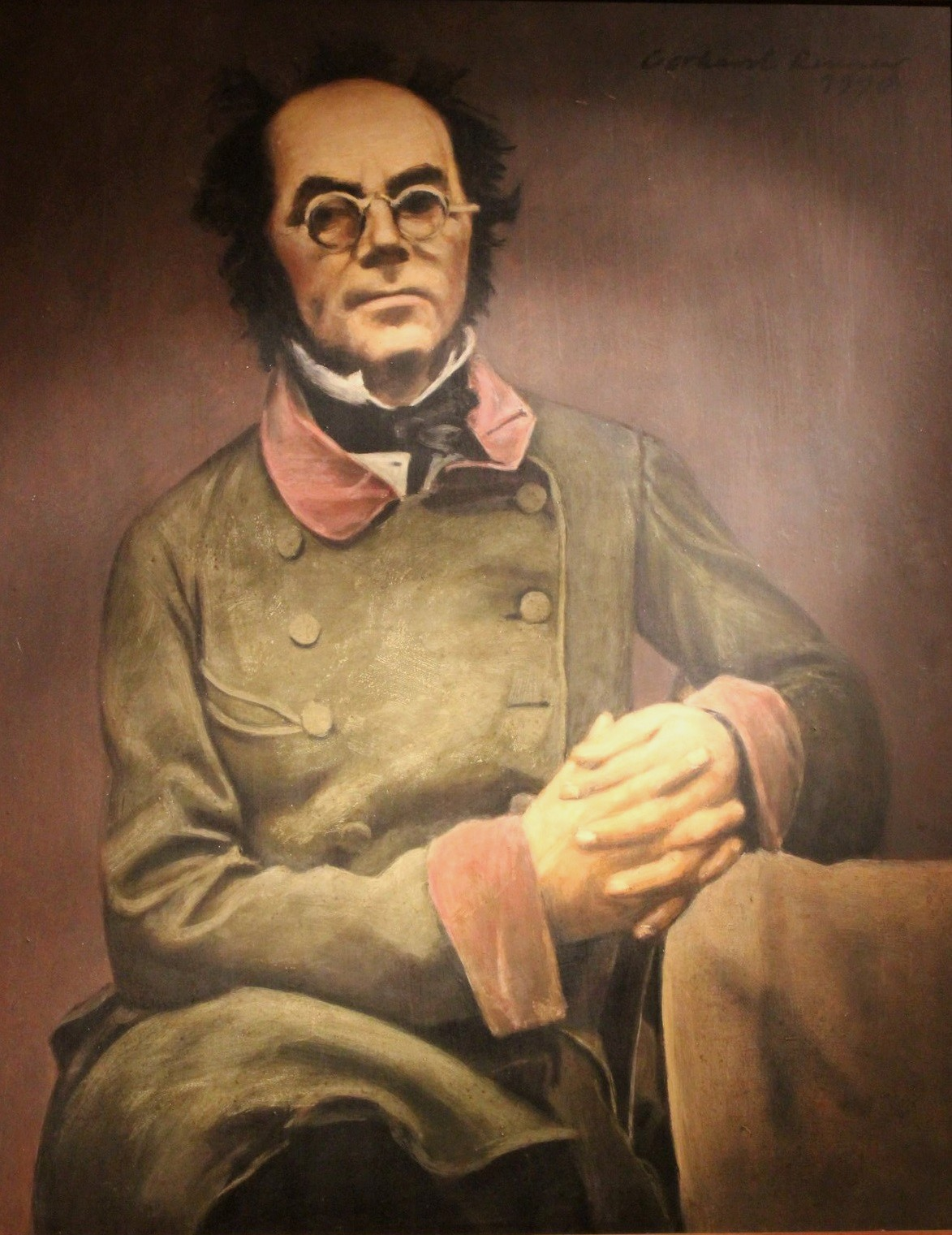
Joseph Meyer (Ölgemälde von Gerhard Renner (1990) nach einer Daguerreotypie um 1850)

### Herkunft und Kindheit
Die Vorfahren Joseph Meyers väterlicherseits sind hauptberuflich Handwerker gewesen: Büttner, Zimmerleute und Schuhmacher. Der Vater, Johann Nicolaus Meyer, 1759 in Rügheim geboren, suchte sich um 1780 ein Wirkungsfeld als Schuhmacher in Gotha und weitete sein Unternehmen zu einer industriellen Fertigung aus. Die Mutter Joseph Meyers, Maria Juliane, geborene Leinhos, war Tochter eines Strumpfwirkers in Gotha.
Joseph verlebte seine Kindheit zusammen mit seinem vier Jahre jüngeren Bruder August in einem kleinen Haus in der Stadtmitte Gothas, wo der Vater im Erdgeschoss seine Schuhmacherwerkstatt betrieb. Er wuchs in einfachen, aber nicht armen Verhältnissen auf. Der Vater schickte beide Söhne auf das renommierte Gothaer Gymnasium Illustre. Joseph sollte später das väterliche Geschäft übernehmen, August sollte ein theologisches Studium ermöglicht werden. Am Gymnasium fiel Joseph durch sein ungestümes Wesen auf. Als er seinen jüngeren Bruder rächen wollte, fügte er dem Kontrahenten einen gebrochenen Arm bei und wurde 1807 der Schule verwiesen – mit der Beurteilung: „Aus dem Jungen wird sein Lebtag nichts.“
Die Eltern schickten den inzwischen Elfjährigen in die kleine Gemeinde Weilar in der Rhön (damals Herzogtum Sachsen-Weimar) zum Pfarrer und Schulinspektor Salomo Grobe, der dort ein Schulpensionat nach philanthropischen Grundsätzen leitete. Hier wurde Joseph nach humanistischen, progressiven und liberalen Wertvorstellungen erzogen.

### Die frühen Jahre

#### Ausbildung zum Kaufmann
Noch nicht vierzehn Jahre alt, begann für Joseph Meyer im Jahre 1809 die Lehre zum Kaufmann. Die Ausbildung nahm er bei einem Geschäftsfreund des Vaters in einer Kolonialwarenhandlung in Frankfurt am Main auf. Die harte Arbeitswoche von manchmal über achtzig Stunden hielt ihn jedoch nicht davon ab, die Wochenenden für seine Bildung zu verwenden. Hier zeigten sich schon früh sein Ehrgeiz und der unbändige Wille zum Lernen und zur Arbeit an sich.
Nach dem Ende der Ausbildung 1813 kehrte Meyer nach Gotha zurück. Er erlebte den Abzug der napoleonischen Truppen und erwartete wie viele andere Deutsche vom Wiener Kongress positive Ergebnisse für die Völker Europas. In Gotha hatte der Vater sein Geschäft inzwischen erheblich vergrößert. Doch Meyers jugendlicher Tatendrang war mit der Arbeit im väterlichen Geschäft keinesfalls befriedigt.

#### Aufenthalt in London
Auf den Siebzehnjährigen wurde schließlich Ernst Wilhelm Arnoldi aufmerksam, der später die „Gothaer Feuerversicherungsbank“ und die „Gothaer Lebensversicherungsbank“ gründete. Arnoldi förderte Meyer in seinen Bestrebungen, eine Kontorstelle in einem großen Handelshaus zu erringen. Durch Arnoldis Vermittlung wurde Meyer dem Herzog August von Sachsen-Gotha vorgestellt. Er erwarb sich die Sympathien des Landesfürsten, der sich für die Pläne des jungen Mannes interessierte. Meyer erhielt eine Volontärstelle bei dem Londoner Ex- und Importgeschäft von „Eybe und Schmaeck“ und wurde vom Herzog beauftragt, aus den Versteigerungen der Ostindischen Kompanie Seltenheiten für dessen orientalisches Kabinett zu erwerben. Im Sommer 1817 begann er seine Tätigkeit in London.
In London beschritt er den Weg des kapitalistischen Großkaufmanns. Sein Wirken war vor allem auf Spekulationsgeschäfte ausgerichtet. In seiner besten Zeit verfügte Meyer über etwa 100.000 Taler, verlor aber alles bei einer Kaffeespekulation und trieb sein Unternehmen in den Bankrott. Völlig ruiniert floh er 1820 aus London, um dem Schuldturm zu entkommen. Herzog August war ebenfalls in finanzielle Bedrängnis geraten, nicht zuletzt durch das Versagen Meyers in London. Der Herzog zog das Vermögen von Meyers Vater ein, dieser starb 1823, ohne seinen Sohn je wiedergesehen zu haben.

#### Der Jungunternehmer in Thüringen
Joseph Meyer ging 1820 wiederum nach Weilar zu Salomo Grobe, wo er Unterricht in den neueren Sprachen erteilte. Hier erwachte seine Liebe zu der 16-jährigen Tochter des Pfarrers und Freundes, Hermine „Minna“ Grobe. Im Herbst 1820 wurde die Verlobung gefeiert. Salomo Grobe wurde im selben Jahr in das Pfarramt Maßbach berufen. Meyer blieb in Weilar und befreundete sich mit Christoph Freiherr von Boyneburg-Lengsfeld, mit dem er 1821 die „Freiherrlich von Boyneburgische Gewerbs- und Hülfsanstalt“ gründete. Boyneburg streckte das Geld vor und überließ Meyer die Unternehmensführung. Meyer förderte die ortsansässige Garnbleiche und Färberei und versuchte hier industrielle Strukturen einzuführen. Doch erneut verstrickte er sich in Spekulationsgeschäfte und fuhr hohe Verluste ein. Zudem erkrankte der Großteil der Arbeiter 1822 an den eingesetzten Chemikalien. Boyneburg griff ein und gestattete Meyer die Weiterführung des Unternehmens bis zur Tilgung der Schulden. Als dies 1824 geschafft war, löste Boyneburg die Fabrik auf.
Meyer kehrte zum zweiten Mal gescheitert 1824 nach Gotha zurück. Er entschloss sich, den Beruf des Literaten auszuüben. Schon vorher hatten sich seine schriftstellerischen Fähigkeiten gezeigt. Bekannt geworden waren vor allem seine volkswirtschaftliche Studie Über Papiergeld (1823), in der er sich in die Debatte über die Einführung des Papiergeldes im Herzogtum Sachsen-Weimar einmischte, als deren Hauptgegner Johann Wolfgang von Goethe aufgetreten war. In der Henningschen Buchhandlung in Gotha wurde er schließlich aufgrund seiner unternehmerischen Erfahrungen und Englischkenntnisse angestellt und mit der Herausgabe eines laut Hohlfeld bereits 1818 geplanten Korrespondenzblattes für Kaufleute beauftragt, das ab dem 1. Mai 1824 wöchentlich erschien und ein großer Erfolg wurde. Für das Korrespondenzblatt veranstaltete Meyer deutsch-englische Übersetzungen von Werken Shakespeares und Scotts. Die Herausgabe der Shakespeare-Ausgaben als Serie bereitete allerdings Schwierigkeiten, da Meyers Übersetzungen kritisiert wurden.

### Das Bibliographische Institut

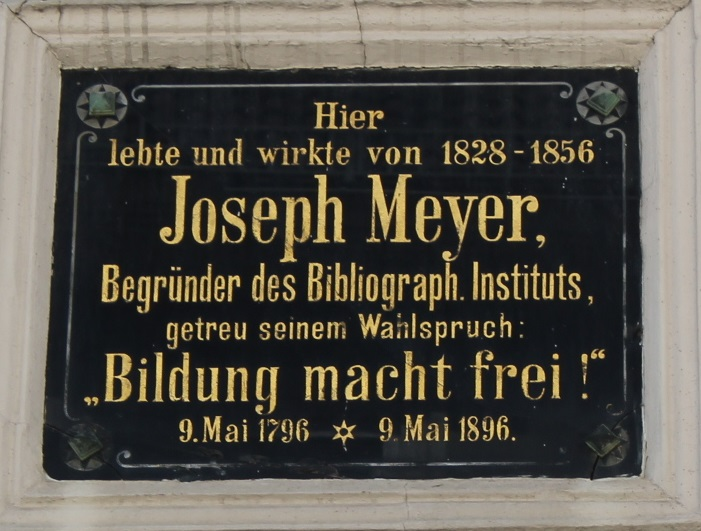
Gedenktafel am ehemaligen Standort des Bibliographischen Instituts in Hildburghausen

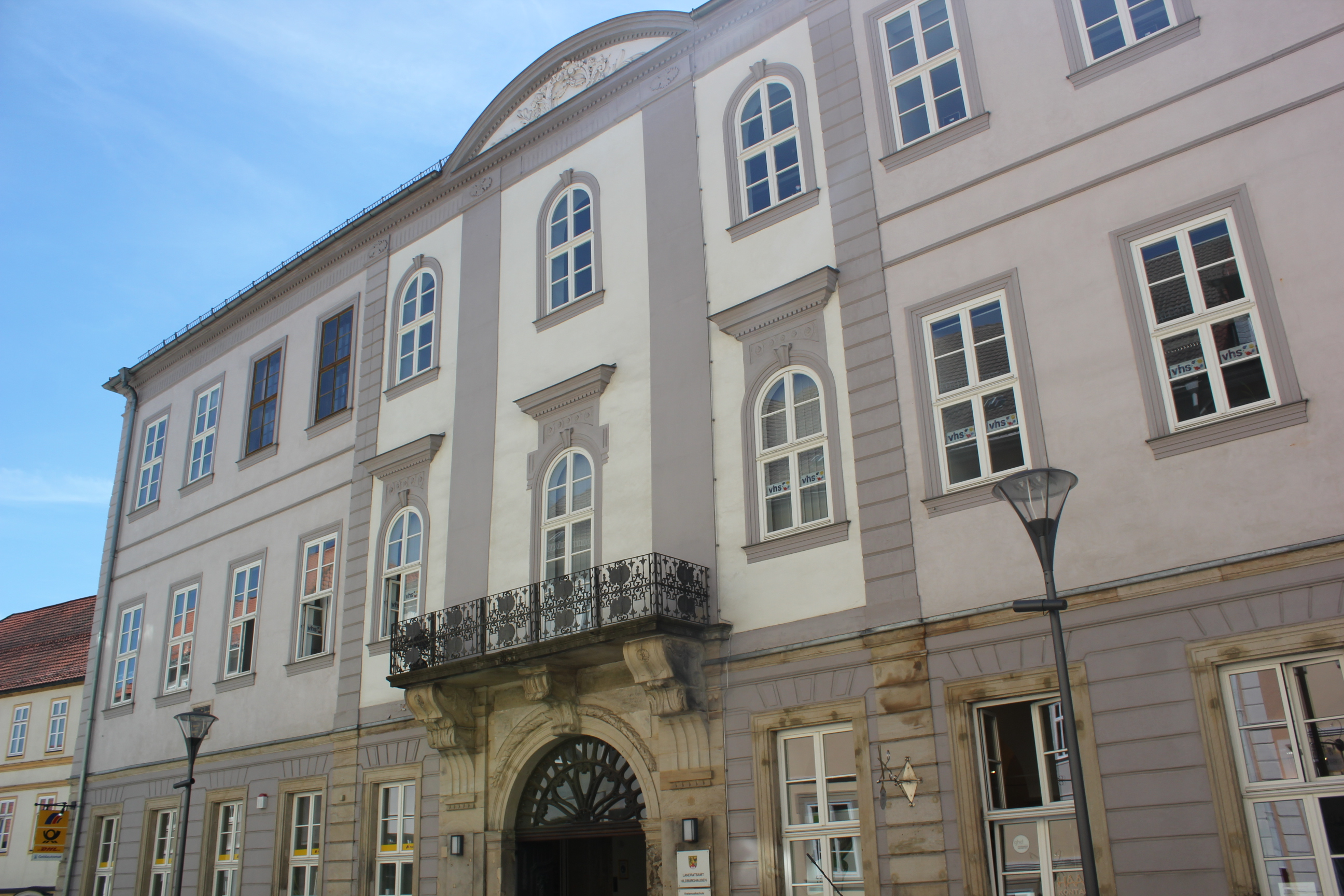
Ehemaliger Verlagssitz des Bibliographischen Instituts (Obere Marktstraße 44, Hildburghausen)

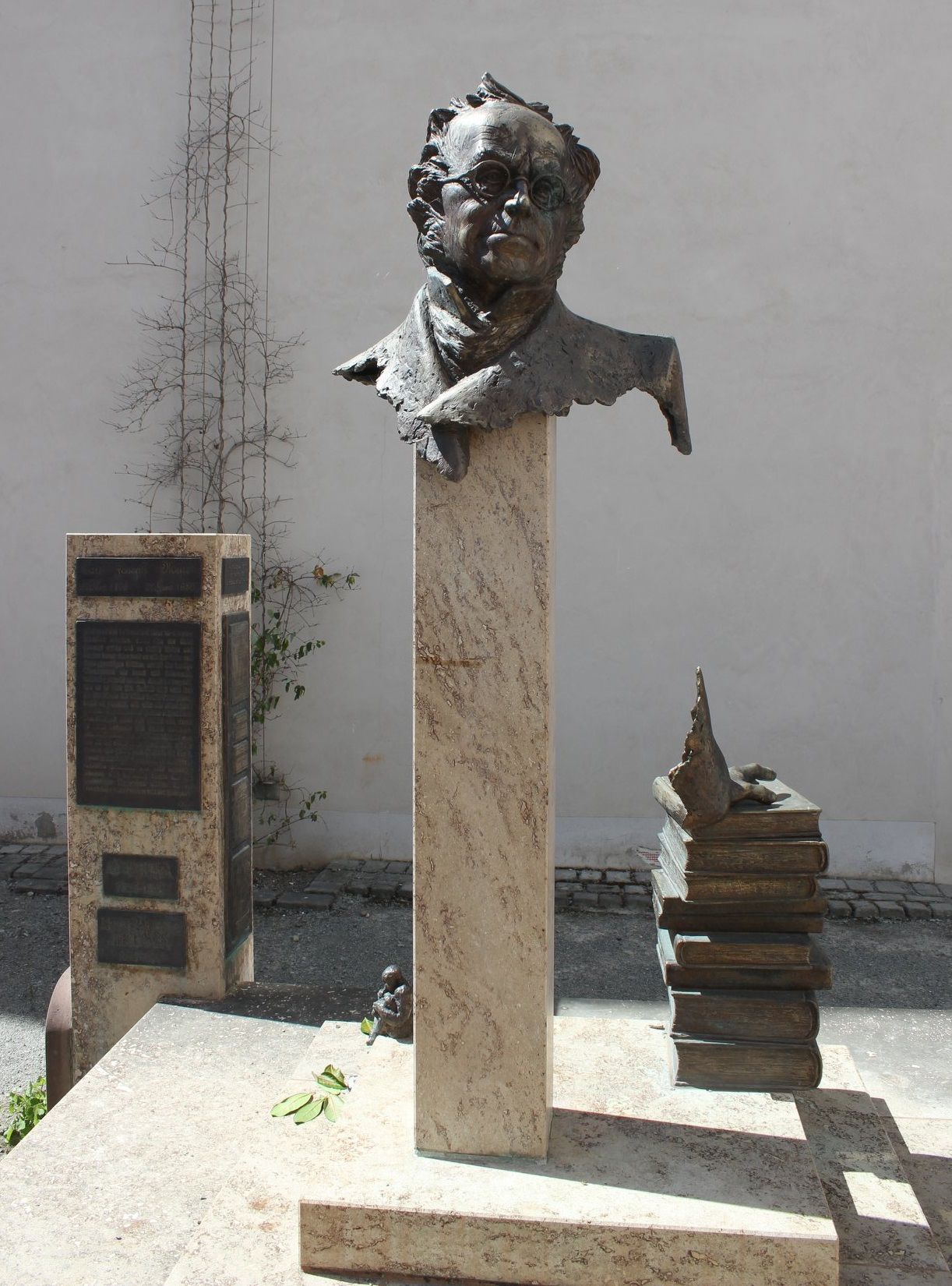
Joseph-Meyer-Denkmal in Hildburghausen (nach einem Entwurf von Joachim Matz)

Die Geburt des Sohnes hatte Meyer beflügelt, ein eigenes Verlagsunternehmen zu gründen. Am 1. August 1826 wurde das Bibliographische Institut in Gotha eröffnet. Eigentümerin war Hermine Meyer; Joseph Meyer begnügte sich mit der Bezeichnung Geschäftsführer. Seine gescheiterten Spekulationsgeschäfte hatten ihn vorsichtig gemacht und er wollte mit diesem Schritt seiner Familie Sicherheit bieten.
Meyer zählte zu den Kämpfern, die dem Volke eine universelle Bildung ermöglichen wollten. Er betrachtete den aktiven bürgerlichen Menschen als jenen, der den feudalstaatlichen Hemmnissen entgegentrat und diese beseitigen konnte. Gemeint waren damit jene Hemmnisse, die der raschen Entfaltung der kapitalistischen Produktionsweise entgegenstanden.
1826 gab er die Bibliothek der deutschen Klassiker heraus (150 Bändchen), zu bis dahin kaum erreicht niedrigen Preisen und mit hohen Absatzzahlen. Kurz darauf folgte eine ebenso erfolgreiche Atlanten-Serie. Als einer der ersten Verleger in Deutschland verkaufte Meyer seine Bücher über das Subskriptionsverfahren.
Bald erkannte Meyer, dass das Unternehmen in Gotha zu klein war für seine weitschweifenden Pläne. Er plante dem eigentlichen Verlag einen technischen Betrieb mit Druckerei und Buchbinderei anzufügen und schaute sich nach geeigneten Gebäuden um. Der Kaufmann Johann Erdmann Scheller aus Hildburghausen, der sich als Teilhaber angeboten hatte, verhandelte mit dem Herzog von Sachsen-Meiningen und seiner Regierung. Meyer schrieb am 30. Oktober 1828 an den Meininger Herzog, dass sein Institut mit Sicherheit ein Unternehmen mit Weltgeltung werden könne. Bernhard II. gehörte zu den Fürsten, die progressiven Strömungen im Kultur- und Geistesleben aufgeschlossen gegenüberstanden. Der Regierungsrat Schenk konnte schließlich den Vertrag „Se. Herzoglichen Durchlaucht“ mit „Frau Minna Meyer“ abschließen.
Das Bibliographische Institut siedelte im Dezember 1828 nach Hildburghausen und bezog das damals so genannte Brunnquellsche Palais. Meyer verlegte hier die Cabinettsbibliothek und die Miniaturbibliothek der deutschen Klassiker. Hier erfuhr auch die dritte Ausgabe der billigsten Klassiker-Hefte in den Jahren 1848–1854 eine einzigartige Neuauflage, deren politische Bedeutung unter dem Eindruck der bürgerlich-demokratischen Revolution von 1848/49 nicht von der Hand zu weisen ist. Diese dritte Ausgabe der billigen Reihe erschien unter dem Namen Meyers Groschenbibliothek (in 365 Bändchen). Die Ankündigung erfolgte unter der Losung „Bildung macht frei“. Diese Losung blieb für viele Jahrzehnte der Wahlspruch des Bibliographischen Institutes.
Meyers Verlegertätigkeit imponiert durch weitere bedeutende und bahnbrechende Leistungen:
- Einführung des Zweispaltensystems – welches bei der Herausgabe der Meyerschen Lexika für erheblichere Übersichtlichkeit sorgte und Stichworte leichter zu finden waren.
- Reiche Illustrierung – vor allem im Meyers Universum wurden zahlreiche Stahl- und Kupferstiche verwendet, Kenner hielten das Bibliographische Institut auch für einen Kunstverlag.
- Einführung der Subskription – der finanzielle Vorteil, dass der Käufer beim Erwerb eines Bandes gleich den nächsten zu bezahlen hatte, sicherte die Herstellungskosten.

Das Unternehmen wurde außerordentlich erfolgreich; Hauptfilialen in Amsterdam, New York und Philadelphia wurden eingerichtet. Meyers bildungspolitischer Einfluss ist nicht zu unterschätzen. Sein bildungspolitisches Aufklärertum erfasste die Masse des Volkes, seine Ausgaben gingen in hohen Auflagen um die Welt.
Meyers klare parteiliche Haltung drückte sich auch darin aus, dass er am Jahrestag der Völkerschlacht, am 18. Oktober 1830, all seinen Angestellten freigab. Kein anderer Unternehmer in Sachsen-Meiningen hatte so etwas in seinem Betrieb eingeführt.
Joseph Meyers Wirken machte das Bibliographische Institut zu einem bedeutenden geistigen Zentrum in ganz Mitteldeutschland. Meyer zählt ohne Zweifel zu den bedeutendsten Verlegern in der ersten Hälfte des 19. Jahrhunderts in Deutschland. Insgesamt gehört sein Verlagsprogramm zu den progressiven kulturellen Taten der zur Macht drängenden Bourgeoisie, an deren Herausbildung eines bürgerlich-oppositionellen Bewusstseins Meyer aktiv mitgewirkt hat. Trotz feudalstaatlicher Behinderung hat Meyer einen entscheidenden Beitrag geleistet das Volk an Bildung und Kultur heranzuführen.

### Meyers Lexikon

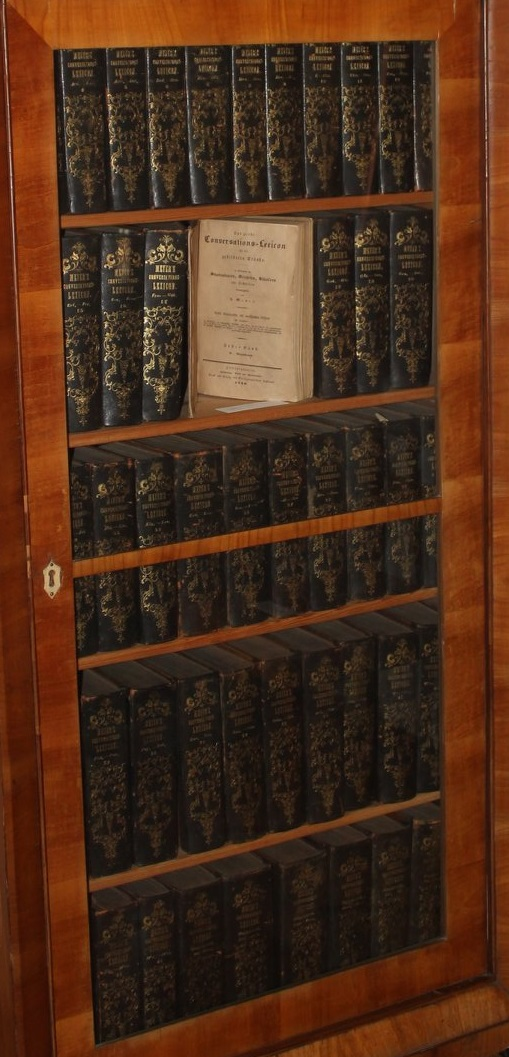
„Ur-Meyer“ (1840–1852/1855) im Stadtmuseum Hildburghausen

Das große Conversations-Lexicon für die gebildeten Stände. In Verbindung mit Staatsmännern, Gelehrten, Künstlern und Technikern, 1840–1855 herausgebracht in 52 Bänden, zählt zu den wichtigsten Bucherscheinungen des 19. Jahrhunderts und ist ein Meilenstein in der Geschichte und Entwicklung der Enzyklopädie. Bereits erschienene ähnliche Projekte wie der Brockhaus, das Universal-Lexikon der Gegenwart und Vergangenheit von Heinrich August Pierer und die Allgemeine Encyclopädie der Wissenschaften und Künste von Johann Samuel Ersch und Johann Gottfried Gruber, waren nach Meyers Ansicht unbedingt verbesserungswürdig. Meyers hohe Zielsetzung waren, neben wirtschaftlichen Gesichtspunkten, die Vermittlung von Wissen mit einer entsprechenden Erziehung der Bürger. In Meyers Publizistik beweist sich sein progressives philosophisches Herangehen an welthistorische Ereignisse und die Leistung bedeutender Persönlichkeiten sowie seine parteiliche Haltung zu den Grundfragen der Zeit.
Das Lexikon entwickelte sich zu einem Instrument des fortschrittlichen Bürgertums mit dem Aufklärungsarbeit geleistet, aber auch der Angriff gegen das Feudalregime geführt wurde. Meyer, der selbst zahlreiche Artikel im Lexikon schrieb, verlangte von seinen Mitarbeitern, auf „anschauliche, anregende und instruktive Weise“ zu erläutern, „dass daraus eine klare, lebendige und bis zu einem gewissen Punkte vollständige Einsicht in die Sache“ gewonnen werden kann. „An jedem Gegenstand ist immer die interessanteste das heißt diejenige Seite abzugewinnen, von welcher aus eine wissenschaftliche Bedeutung oder praktische Wichtigkeit am deutlichsten und stärksten hervortritt.“ „Auch Nebenumstände“ sind zu erwähnen, „der neueste Stand der Sache hervorzuheben“; Vermeiden von „trockenen Schemas und Begriffszergliederungen“; allen Artikeln des Lexikons muss „nach Form und Tendenz“ der „eigentümliche Typus“ des Schreibers erhalten bleiben, der „kräftig, markiert“, „präzise und frisch“ sein sollte. Er verlangte Parteilichkeit und innere Anteilnahme zu allem, was im Interesse des Volkes geschah und hielt seine Mitarbeiter an, sich mit dem fortschrittlichen Ideengut aller Wissensbereiche auseinanderzusetzen. Die Redaktion arbeitete mit 120 Autoren. Die 52 Bände des Lexikons enthielten über 90 Millionen Wörter.

### Der politische Publizist
Im Jahr 1832 begann Meyers aktives Engagement in der deutschen Oppositionsbewegung. Er war mit Philipp Jakob Siebenpfeiffer, einem der späteren Redner auf dem Hambacher Fest, darin übereingekommen, eine Zeitschrift unter dem Titel Der Hausfreund im Bibliographischen Institut herauszubringen. Hinter dem ablenkenden Titel sollte sich die progressive Darstellung der Lage und Kräfte in Deutschland verbergen. Doch schon nach der Probeausgabe wurde die Zeitschrift verboten.
Joseph Meyer, der nach Mitteln und Wegen sann, die Verbote und die Zensur zu umgehen, entschloss sich im selben Jahr, weitere politische Schriften zu veröffentlichen. Er brachte in seinem Verlag im Mai Der Volksfreund heraus und berichtete hier ausführlich über die Kundgebungen von Liberalen und Demokraten auf der Schlossruine der Maxburg bei Hambach. Der Volksfreund wurde schnell zum Sprachrohr für die Ideen der Einheit und Freiheit des deutschen Volkes und wurde wiederum im September 1832 von der Deutschen Bundesversammlung (Bundestag) verboten.
Ein Jahr nach dem Verbot brachte Joseph Meyer eine neue Zeitschrift heraus. Er nannte sie Meyer’s Universum. Über die nächsten Jahrzehnte hinweg erschien Band um Band und Meyer hat hier alle Beiträge in Form von Essays persönlich geschrieben. Hier ließ er auch versteckte Angriffe gegen die Reaktion einfließen, geschickt schrieb er hart an der Grenze der Bestimmungen der Zensur. Im Zusammenhang mit der Herausgabe der Zeitschrift war es zum Streik seiner Arbeiter im Unternehmen gekommen, die mit dem geringen Lohn bei immer höheren Arbeitsaufwand unzufrieden waren. Es war der erste Streik von Buchdruckern in Deutschland überhaupt.

### Eisenbahn und Bergwerke

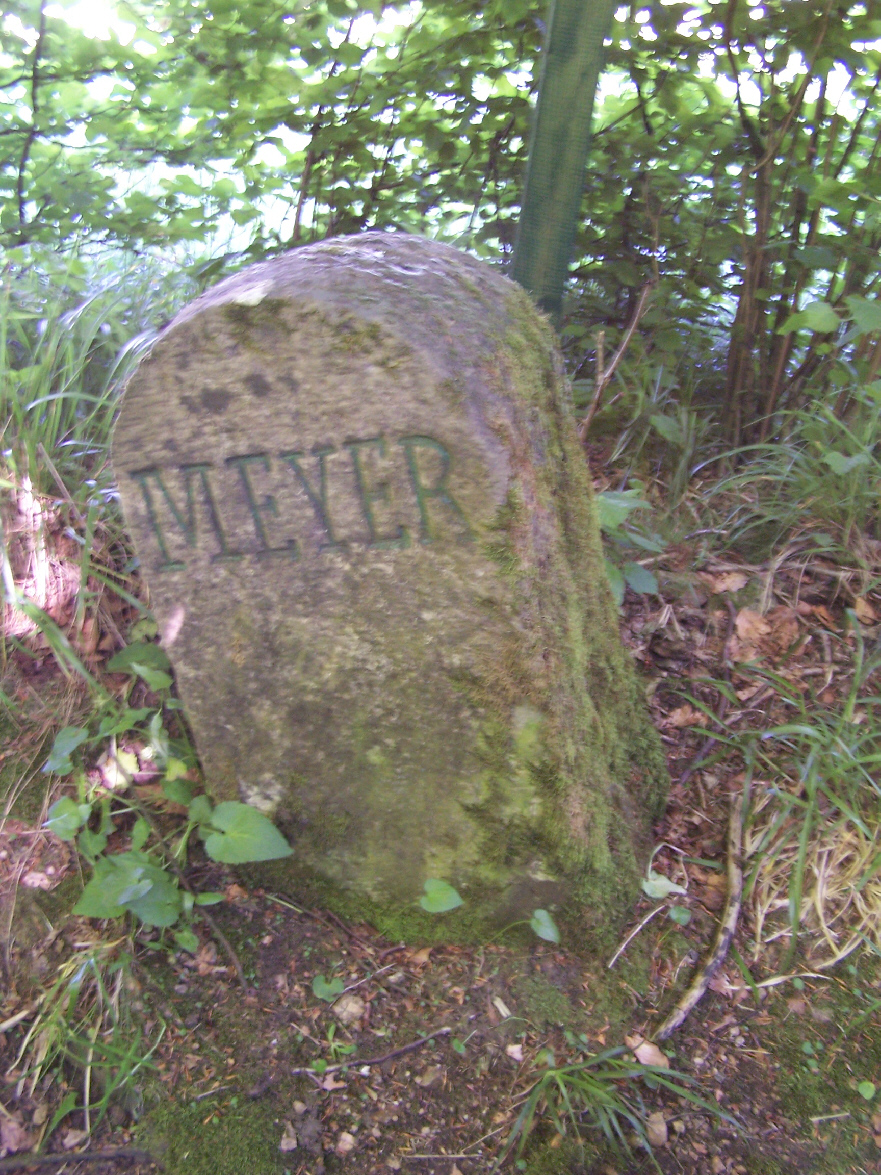
Der MEYER-Stein Nummer 4 markiert ein von Meyer untersuchtes Eisenerzvorkommen bei Bad Liebenstein

Seit 1837 hatte Joseph Meyer ein neues Terrain betreten. Er schlug sich mit Projekten zum Bau von Eisenbahnen und der Eröffnung von Bergwerken herum. Er war einer der Pioniere, der neue Eisenbahnlinien aus der Vorausschau der staatlichen Einheit Deutschlands projektierte, der einen der Grundsteine zum Aufbau einer unabhängigen modernen deutschen Großindustrie legen wollte. 1835 war die Eisenbahnstrecke Nürnberg–Fürth eröffnet worden. Auch der Landesherr Herzog Bernhard II. wurde vom „Eisenbahnfieber“ erfasst: er zog den Bau einer Strecke in Erwägung und beauftragte unter anderen Meyer mit der Projektierung.
Meyer war 1836 mit einem Plan eines „Deutschen Central-Eisenbahn-Netzes“ an die Öffentlichkeit getreten, in den er sieben Eisenbahnstrecken aufgenommen hatte. Die bald einsetzende Wirtschaftskrise und die revolutionären Ereignisse ließen Meyer wieder von diesem Plan abgehen. Eine weitere Nord-Süd-Verbindung plante er im Jahr 1853. Jahrelange Verhandlungen scheiterten am Widerstand des Königreichs Hannover.
Für den Bau von Bahnstrecken brauchte man Eisenerze, Eisenhütten, Stahlwerke und Walzwerke. Meyer erhielt 1837 die Konzession für den Abbau von Mineralien im Herzogtum Sachsen-Meiningen. Bei anderen Fürstentümern warb er ebenfalls um ähnliche Konzessionen, und Schritt für Schritt erwarb er in Mitteldeutschland einen großen „Montanbesitz“. Meyer gründete auch die „Deutsche Eisenbahnschienen-Compagnie auf Actien“, eine Aktiengesellschaft mit einem Grundkapital von zwei Millionen Taler.
Die Werke entstanden in der heutigen Ortschaft Neuhaus-Schierschnitz im Landkreis Sonneberg (Thüringen). In oder um Neuhaus und Stockheim gab es damals Steinkohlezechen.
Er kämpfte weiter für das Projekt der Werra-Eisenbahn, doch eine Zubringerstrecke nach Neuhaus-Schierschnitz wurde von der meiningischen Regierung blockiert, um ihn wirtschaftlich zu ruinieren. Nach seinem Tod wurde die Bahn wie von ihm geplant gebaut.

### Meyer in der Revolution 1848/49

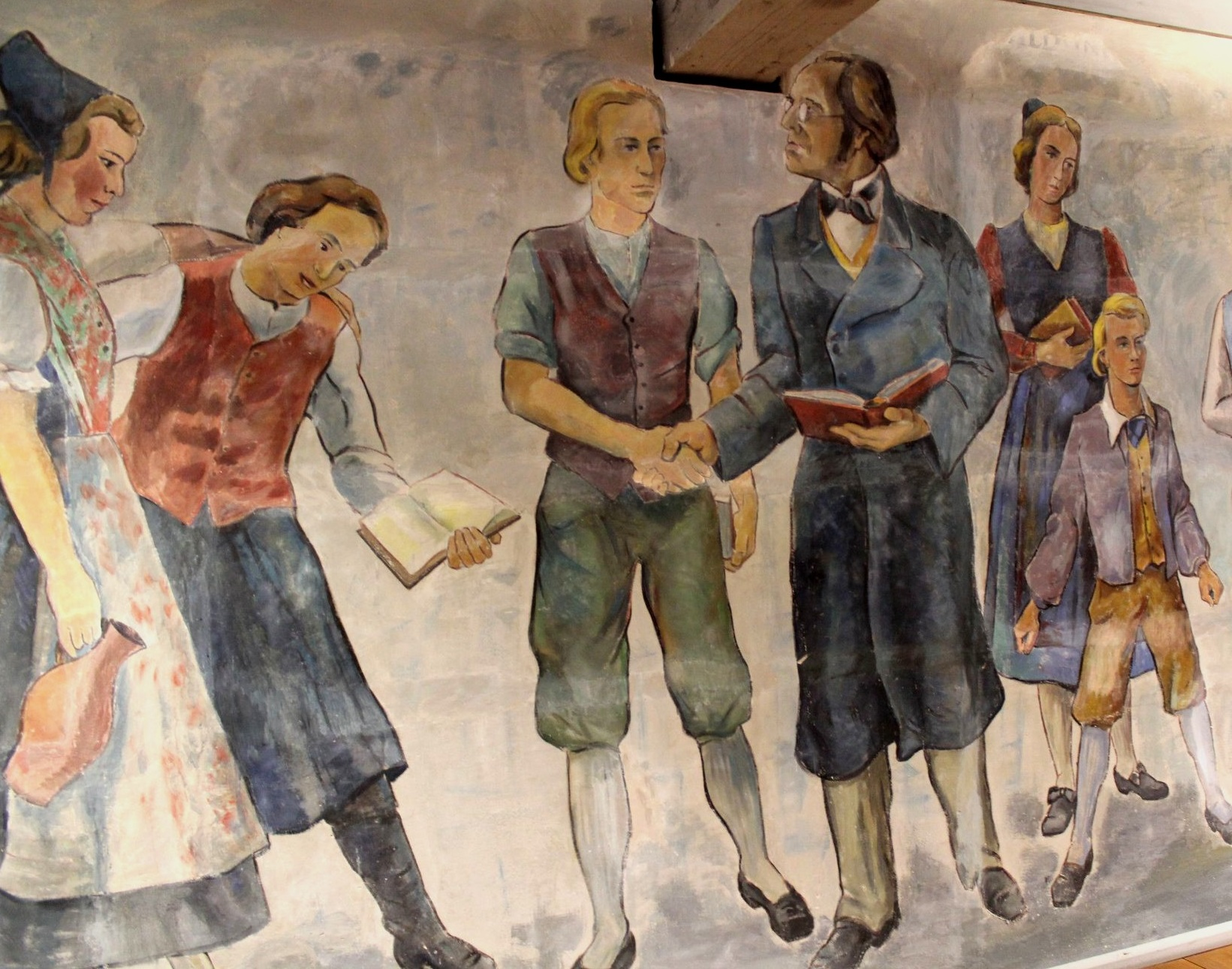
Wandgemälde in der Stadt- und Kreisbibliothek „Joseph Meyer“ (Rathaus Hildburghausen, 2. Obergeschoss)

Unter dem Eindruck der Februarrevolution 1848 in Frankreich, trat man auch an den Herzog von Sachsen-Meiningen mit Forderungen und Petitionen heran. Die wichtigste und umfassendste unter all diesen Petitionen ist Joseph Meyers Reformadresse vom 12. März 1848. Hier forderte er unter anderem für den Bund: die Einrichtung eines deutschen Volksparlaments; die Schaffung der deutschen Staatsbürgerschaft; Rede- Schrift- Glaubens- und Versammlungsfreiheit; gleiches Gewicht, Maß, Münze, Post- und Eisenbahntarif; unentgeltlichen Schulunterricht für das ganze Volk; und für Meiningen: die Abschaffung des Begriffs Untertänigkeit; die Abschaffung der Vorrechte der Geburt, Wahlfreiheit, Totalreform der Staatsverwaltung. Meyer organisierte eine breite Aussprache zur Reformadresse und führte dazu auch eine Unterschriftensammlung durch. Sehr viele Menschen stellten sich damit hinter die Forderungen Meyers.
Eine der ersten Maßnahmen des Herzogs von Sachsen-Meiningen in der bürgerlichen Revolution war die Aufhebung der Zensur. Weitere Zugeständnisse waren allerdings nur vorübergehend, und Meyer brachte daraufhin die sogenannte Parlaments-Chronik heraus, in der er das Geschehen im Frankfurter Parlament beobachtete und wiederum für die umfassende Bildung des Volkes eintrat. In seinem 1848 formulierten Artikel „An mein Volk!“ forderte Meyer deutlicher als je zuvor, dass die republikanische Lösung mit dem Sturz der Feudalaristokratie unumgänglich geworden war.
Meyer entwickelte sich im Laufe der Revolution zum konsequenten revolutionären Demokraten, was er in Meyers Universum unter Beweis stellt. Seine Angriffe gegen die Reaktion führen zunächst zu Verweigerung von Konzessionen, vergraulten Geldgeber und 1851 wurde er schließlich wegen Majestätsbeleidigung für vier Wochen im Hildburghäuser Gefängnis, der Fronveste, inhaftiert. 1852 wurde er nochmals für drei Monate gefangen genommen. Briefe an seinen Sohn Hermann in jener Zeit überschrieb er mit „Residenzschloss Fronveste zu Hildburghausen“. In einem dieser Briefe heißt es: „Man will mich demütigen, mich biegsam oder mürbe machen. Die dummen Teufel könnten doch auch wissen, dass gutes Eisen härter wird mit jedem Schlage!“

### Die letzten Jahre

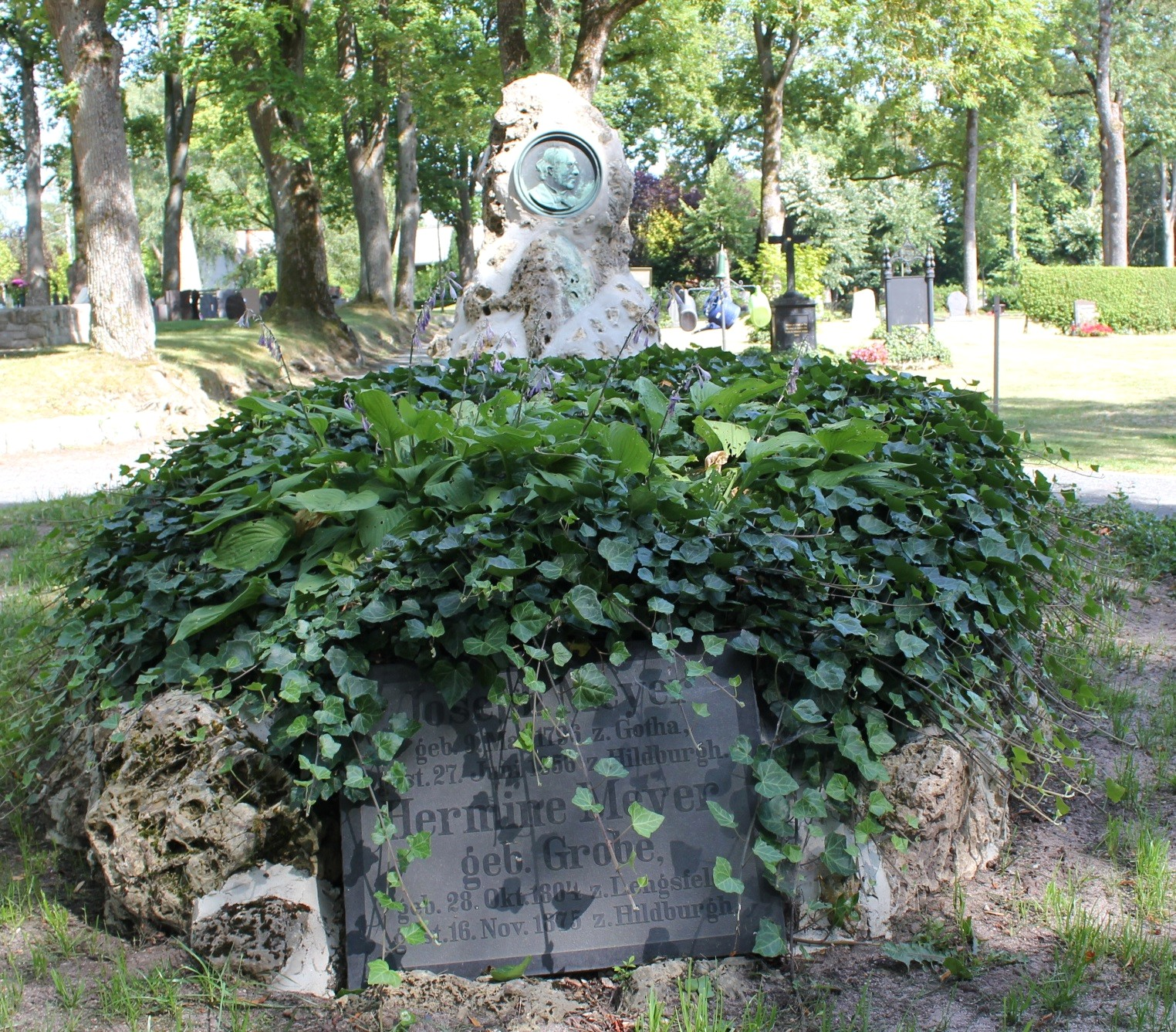
Grab von Joseph Meyer und seiner Frau Hermine auf dem Stadtfriedhof in Hildburghausen

In seinen letzten Jahren wurden seine Bahn- und Hüttenprojekte von der Meininger Regierung torpediert, um Meyers Konkurs zu provozieren. Das Werra-Bahnprojekt erhielt eine andere Gesellschaft, ebenso die Konzession zur Gründung einer Bank- und Kreditanstalt, die Meyer 1856 angestrebt hatte. Den notwendigen Schlussstrich in den Eisenbahn- und Bergwerksgeschäften zog erst sein Sohn Hermann Julius nach Joseph Meyers Tod.
Der Verlag lief weiterhin erfolgreich. 1855 gründete Joseph Meyer die Meyers Geschichtsbibliothek für allgemeine Kunde des Kultur- und Völkerlebens. In einem seiner letzten Essays im Universum schrieb er: „Bildet das Volk, um das Vaterland zu retten, und mit demselben rettet ihr die Freiheit.“
Meyer arbeitete bis zum Schluss unermüdlich an der Verwirklichung seines vielseitigen Verlagsprogramms. Nach einem Aufenthalt in seinem Berggarten wurde er vom Regen überrascht; er zog sich eine Lungenentzündung zu, an der er schließlich starb.

## Ehe und Nachkommen
Joseph Meyer heiratete am 25. Mai 1825 Hermine Grobe (1804–1874) in Maßbach. Mit ihr zog er nach Gotha, wo er in der damaligen Erfurter Vorstadt ein Grundstück erwarb. Am 4. April 1826 wurde den Eheleuten ein Sohn geboren, der den Namen Hermann Julius erhielt und später den Verlag übernahm. Sechs Jahre später, am 1. Februar 1832, wurde die Tochter Meta (1832–1875) in Hildburghausen geboren. Hermann Julius und Meta blieben die einzigen Kinder der Ehe. Meta heiratete Franz Bornmüller (1825–1890), der als Schriftleiter im Bibliographischen Institut arbeitete.

## Literatur

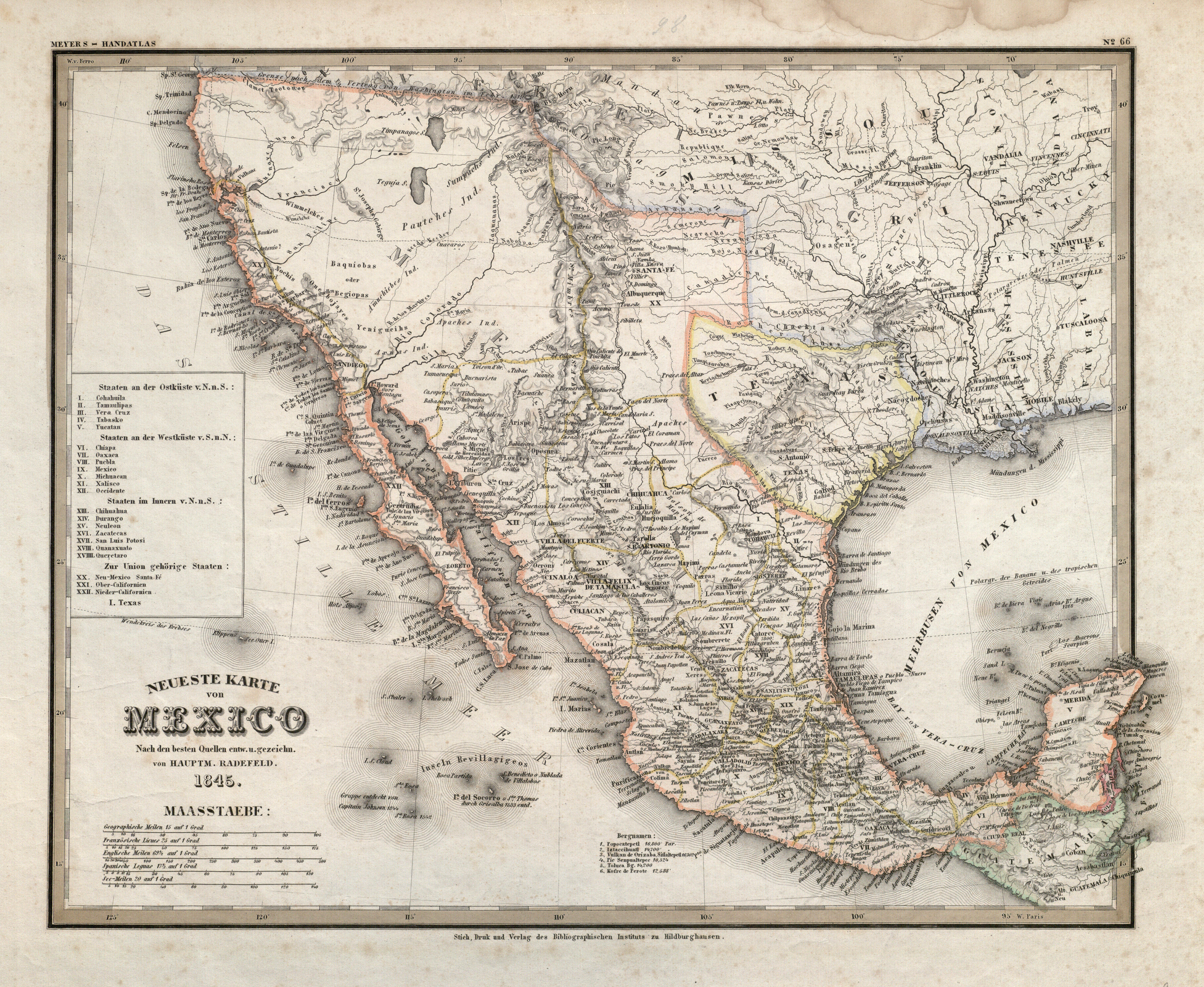
Meyer und Carl Christian Franz Radefeld, Neueste Karte von Mexico, 1845